# 孝堂山郭氏墓石祠
孝堂山郭氏墓石祠，舊傳為東漢孝子郭巨墓前祠堂，位於山东省济南市长清区孝里街道孝堂山上。郭氏墓石祠建成於東漢初年，是中國現存最早的地面房屋建築。1961年由中國國務院公佈為第一批全国重点文物保护单位。

## 建築形制
孝堂山原名巫山，高30餘米，因山上建有孝子堂而得名孝堂山。祠堂後有一座大墓，封土高約3米，祠堂周圍還有已被盜的漢代墓群。郭氏墓石祠是孝子郭氏墓地附屬之祠堂，仿照漢代民居建築的形象並縮小比例而建，用青石砌成。祠堂坐北朝南，東西長4.1米，南北寬2米有餘，高2.6米，比嘉祥縣武氏祠略大。室內由一根八角石柱分為兩間，面闊3.09米，進深2.08米。墻壁為厚約20釐米的石板。屋頂為單簷懸山式，由石板接成，石板上雕有屋脊、瓦壟、連簷等構件的形象。

## 石刻畫像、題記
祠室內的三面皆有淺線刻畫像，三角石梁上也刻有畫像。畫像圖案為朝會、拜謁、出遊、狩獵、百戲等漢代貴族墓葬石刻的常見題材。橫貫西、北、東三面內壁上部的出遊圖，場面宏大，人物、車馬眾多，且刻有“大王車”三字。其他畫像有伏羲、女媧、西王母、周公輔政、孔子見老子等神話、故事題材。祠室外壁有大量的遊人題記，最早的有紀年者為東漢中期所題，因此該祠堂的建造年代不晚於東漢中期。畫像風格與鄰近的肥城出土的東漢永平年間石刻極為相似，推測孝堂山石祠建造年代應在漢明帝時期前後。
- 漢永建四年（129年）題記：“平原漯陰邵善君以永建四年四月二十四日來過此堂叩頭謝賢明”。
- 漢永康元年（167年）題記：“泰山高令明永康元年十月二十一日敬（故？）來觀記之。”
- 《隴東王感孝頌》，北齊武平元年（570年）齊州刺史隴東郡王胡長仁撰，刻於祠室西外墻。篆書題額，正文為隸書。文中提到郭巨養母的故事，後人據此認為這是郭巨之墓祠。

## 墓主人
墓主人相傳為二十四孝中的東漢人郭巨。但郭巨為河內隆慮人（今河南林州），一說為溫人（今河南沁陽），沒有記載其來過濟南郡。祠堂內的畫像多為王者出遊及戰爭等場面，也與郭巨身份不符，有人認為實際上是漢代濟北王墓或是二千石等高官之墓。因墓主人身份無從考證，經羅哲文考察後定名為郭氏墓石祠。

## 歷代修葺與研究保護
郭氏墓石祠自漢代以來就是名勝古跡。酈道元《水經注》對郭氏墓石祠已有記載：“巫山在平陰東北，……。今巫山之上有石室，世謂之孝子堂”。北齊時，人們已經普遍認為該墓是郭巨之墓。唐代開始在祠堂周圍修建廟宇，後世謂之“孝堂山廟”。北宋趙明誠的《金石錄》對此也有著錄。明清兩代屢經修繕，乾隆三十二年（1767年）至三十四年間大修祠堂附屬廟宇，有八殿兩廊之規模。民國初年，日本人關野貞來此考察，於1916年首次發表祠堂的實測圖。1961年，古建築學家羅哲文考察齊長城時來此測量，發表了《孝堂山郭氏墓石祠》一文。
郭氏墓石祠原是室外的露天建築。後世為保護石祠，多次在其上修建覆室，現在石祠正前方殘存有古代的石質柱礎。1953年，當地文物部門在石祠外重建了覆室和圍墻，並派人看護。1999年，按照漢代建築風格重修了覆室。覆室上“孝堂山郭氏墓石祠”之匾額由羅哲文題寫。墓園區大門“孝堂山漢石室”為劉海粟所題。2000年，考古工作者清理了祠堂正前方及兩側的漢墓，並將清理时發現的歷代碑碣集中存放於墓園內。